# Caralluma dolichocarpa
Caralluma dolichocarpa är en oleanderväxtart som beskrevs av Oskar Schwartz. Caralluma dolichocarpa ingår i släktet Caralluma och familjen oleanderväxter. Inga underarter finns listade i Catalogue of Life.